# Bộ tứ dị giới
Bộ tứ dị giới (Nhật: 異世界かるてっと Hepburn: Isekai Karutetto), hay còn được biết với tên chính thức Isekai Quartet, là một bộ anime truyền hình Nhật Bản mang phong cách chibi, do Studio Puyukai sản xuất. Giao thoa giữa sáu loạt light novel gồm KonoSuba, Overlord, RE:ZERO, và Tanya Chiến Ký, tất cả đều được Kadokawa Dwango xuất bản. Anime được phát sóng mùa đầu tiên vào tháng 4 năm 2019. Phần thứ hai được công chiếu vào ngày tháng 1 năm 2020, bao gồm các nhân vật bổ sung từ  Tate no Yūsha no Nariagari và Kono Yuusha ga Ore Tueee Kuse ni Shinchou Sugiru. Anime được Muse Việt Nam nắm giữ bản quyền và phát hành với tên "Bộ tứ dị giới". Một phần phim anime điện ảnh có tựa Bộ tứ dị giới: Thế giới song song khởi chiếu tại Nhật Bản vào tháng 6 năm 2022 và công chiếu tại Việt Nam vào tháng 9 năm 2022.

## Tổng quan nội dung
Ngày nọ, một chiếc nút bấm màu đỏ đột nhiên xuất hiện. Nhân vật chính từ KonoSuba, Overlord, Re:Zero − Bắt đầu lại ở thế giới khác, và Tanya Chiến Ký đều nhấn phải chiếc nút và bị chuyển qua một thế giới song song — một thế giới isekai mới mẻ — nơi câu chuyện về đời sống trung học của các nhân vật bắt đầu. Về sau, các nhân vật chính từ Tate no Yūsha no Nariagari, Kono Yūsha ga Ore Tsuē Kuse ni Shinchō Sugiru cũng bắt đầu tham gia và câu chuyện lại tiếp tục.

## Nhân vật
| Series                                           | Nhân vật                               | Tiếng Nhật                             | Tiếng Anh               |
| ------------------------------------------------ | -------------------------------------- | -------------------------------------- | ----------------------- |
| Kono Subarashii Sekai Ni Shukufuku o!            | Kazuma Satou                           | Jun Fukushima                          | Arnie Pantoja           |
| Kono Subarashii Sekai Ni Shukufuku o!            | Aqua                                   | Amamiya Sora                           | Faye Mata               |
| Kono Subarashii Sekai Ni Shukufuku o!            | Megumin                                | Rie Takahashi                          | Erica Mendez            |
| Kono Subarashii Sekai Ni Shukufuku o!            | Darkness                               | Ai Kayano                              | Cristina Vee            |
| Kono Subarashii Sekai Ni Shukufuku o!            | Chris                                  | Ayaka Suwa                             | Kira Buckland           |
| Kono Subarashii Sekai Ni Shukufuku o!            | Vanir                                  | Masakazu Nishida                       | Anthony Bowling         |
| Kono Subarashii Sekai Ni Shukufuku o!            | Yunyun                                 | Aki Toyosaki                           | Kayli Mills             |
| Kono Subarashii Sekai Ni Shukufuku o!            | Chomusuke                              | Hitomi Nabatame                        | Ryan Bartley            |
| Kono Subarashii Sekai Ni Shukufuku o!            | Wiz                                    | Horie Yui                              | Brianna Knickerbocker   |
| Kono Subarashii Sekai Ni Shukufuku o!            | Ruffian                                | Tetsu Inada                            | Jeremy Inman            |
| Overlord (light novel)                           | Ainz Ooal Gown                         | Hino Satoshi                           | Chris Guerrero          |
| Overlord (light novel)                           | Albedo                                 | Yumi Hara                              | Elizabeth Maxwell       |
| Overlord (light novel)                           | Shalltear Bloodfallen                  | Sumire Uesaka                          | Felecia Angelle         |
| Overlord (light novel)                           | Aura Bella Fiora                       | Emiri Katō                             | Jill Harris             |
| Overlord (light novel)                           | Mare Bello Fiore                       | Yumi Uchiyama                          | Megan Shipman           |
| Overlord (light novel)                           | Demiurge                               | Masayuki Katō                          | Jeff Johnson            |
| Overlord (light novel)                           | Cocytus                                | Kenta Miyake                           | Bryan Massey            |
| Overlord (light novel)                           | Hamsuke                                | Akeno Watanabe                         | Heather Walker          |
| Overlord (light novel)                           | Yuri Alpha                             | Hiromi Igarashi                        | Whitney Rodgers         |
| Overlord (light novel)                           | Lupusregina Beta                       | Mikako Komatsu                         | Alexis Tipton           |
| Overlord (light novel)                           | Narberal Gamma                         | Manami Numakura                        | Anastasia Muñoz         |
| Overlord (light novel)                           | CZ2128 Delta                           | Asami Setō                             | Michelle Rojas          |
| Overlord (light novel)                           | Solution Epsilon                       | Ayane Sakura                           | Mallorie Rodak          |
| Overlord (light novel)                           | Entoma Vasilissa Zeta                  | Kei Shindō                             | Tia Ballard             |
| Overlord (light novel)                           | Pandora's Actor                        | Mamoru Miyano                          | Eric Vale               |
| Overlord (light novel)                           | Sebas Tian                             | Shigeru Chiba                          | Bill Jenkins            |
| Overlord (light novel)                           | Kyouhukou                              | Hiroshi Kamiya                         | John Swasey             |
| Re:Zero − Bắt đầu lại ở thế giới khác            | Subaru Natsuki                         | Yūsuke Kobayashi (voice actor)         | Sean Chiplock           |
| Re:Zero − Bắt đầu lại ở thế giới khác            | Emilia                                 | Rie Takahashi                          | Kayli Mills             |
| Re:Zero − Bắt đầu lại ở thế giới khác            | Puck                                   | Yumi Uchiyama                          | Erica Mendez            |
| Re:Zero − Bắt đầu lại ở thế giới khác            | Rem                                    | Inori Minase                           | Brianna Knickerbocker   |
| Re:Zero − Bắt đầu lại ở thế giới khác            | Ram                                    | Rie Murakawa                           | Ryan Bartley            |
| Re:Zero − Bắt đầu lại ở thế giới khác            | Beatrice                               | Satomi Arai                            | Kira Buckland           |
| Re:Zero − Bắt đầu lại ở thế giới khác            | Roswaal L. Mathers                     | Takehito Koyasu                        | Ray Chase (voice actor) |
| Re:Zero − Bắt đầu lại ở thế giới khác            | Felt                                   | Chinatsu Akasaki                       | Christine Marie Cabanos |
| Re:Zero − Bắt đầu lại ở thế giới khác            | Reinhard van Astrea                    | Nakamura Yuichi (diễn viên lồng tiếng) | Robbie Daymond          |
| Re:Zero − Bắt đầu lại ở thế giới khác            | Julius Euclius                         | Takuya Eguchi                          | Chris Niosi             |
| Re:Zero − Bắt đầu lại ở thế giới khác            | Wilhelm van Astrea                     | Kenyu Horiuchi                         | Barry Yandell           |
| Re:Zero − Bắt đầu lại ở thế giới khác            | Petelgeuse Romanee-Conti               | Matsuoka Yoshitsugu                    | Todd Haberkorn          |
| Tanya Chiến Ký                                   | Tanya von Degurechaff                  | Yūki Aoi                               | Monica Rial             |
| Tanya Chiến Ký                                   | Viktoriya Ivanovna Serebryakov (Visha) | Saori Hayami                           | Jeannie Tirado          |
| Tanya Chiến Ký                                   | Matheus Johann Weiss                   | Daiki Hamano                           | Daman Mills             |
| Tanya Chiến Ký                                   | Vooren Grantz                          | Yūsuke Kobayashi (voice actor)         | Jeff Johnson            |
| Tanya Chiến Ký                                   | Wilibald Koenig                        | Jun Kasama                             | Chris Wehkamp           |
| Tanya Chiến Ký                                   | Rhiner Neumann                         | Daichi Hayashi                         | Ben Phillips            |
| Tanya Chiến Ký                                   | Erich von Rerugen                      | Shin-ichiro Miki                       | J. Michael Tatum        |
| Tanya Chiến Ký                                   | Kurt von Rudersdorf                    | Tesshō Genda                           | Greg Dulcie             |
| Tanya Chiến Ký                                   | Hans von Zettour                       | Hōchū Ōtsuka                           | Mark Stoddard           |
| Tanya Chiến Ký                                   | Adelheid von Schugel                   | Nobuo Tobita                           | Charlie Campbell        |
| Tate no Yūsha no Nariagari                       | Naofumi Iwatani                        | Kaito Ishikawa                         | Billy Kametz            |
| Tate no Yūsha no Nariagari                       | Raphtalia                              | Asami Setō                             | Erica Mendez            |
| Tate no Yūsha no Nariagari                       | Filo                                   | Rina Hidaka                            | Brianna Knickerbocker   |
| Kono Yuusha ga Ore Tueee Kuse ni Shinchou Sugiru | Seiya Ryuguin                          | Yūichirō Umehara                       | Anthony Bowling         |
| Kono Yuusha ga Ore Tueee Kuse ni Shinchou Sugiru | Ristarte                               | Aki Toyosaki                           | Jamie Marchi            |

## Sản xuất và phát hành

Logo của Isakei Quartet

Isekai Quartet được viết và đạo diễn bởi Ashina Minoru, với việc thiết kế nhân vật do Takehara Minoru thực hiện. Studio Puyukai đảm nhiệm phần hoạt họa.
Bộ anime được phát sóng trên truyền hình từ ngày 9 tháng 4 năm 2019 và được dự định chỉ có 12 tập. Funimation đã cấp phép để có thể phát trực tuyến bản tiếng Nhật và Anh. Ngày 23 tháng 4 năm 2019, Crunchyroll đã thêm Isekai Quarter vào thư viện phát trực tuyến. Hino Satoshi, Fukushima Jun, Kobayashi Yūsuke và Yūki Aoi biểu diễn ca khúc mở đầu "Isekai Quartet" (異世界かるてっと Isekai Karutetto), và Hara Yumi, Amamiya Sora, Takahashi Rie và Yūki Aoi biểu diễn ca khúc kết thúc "Isekai Girls Talk" (異世界ガールズ♡トーク Isekai gāruzu tōku).
Một phần phim anime điện ảnh có tựa Bộ tứ dị giới: Thế giới song song (tên gốc là Isekai Quartet: Another World) được khởi chiếu tại Nhật Bản vào ngày 10 tháng 6 năm 2022 và công chiếu tại Việt Nam vào ngày 16 tháng 9 năm 2022.

## Tiếp nhận
Gadget Tsūshin đưa ra từ  "Megumin dễ thương" trong danh sách buzzwords anime 2019 của họ.